# Euxoa cogitans
Euxoa cogitans är en fjärilsart som beskrevs av Smith 1890. Euxoa cogitans ingår i släktet Euxoa och familjen nattflyn. Inga underarter finns listade i Catalogue of Life.